# Fufius atramentarius
Fufius atramentarius is een spinnensoort uit de familie Cyrtaucheniidae. De soort komt voor in Midden-Amerika.